# Přemysl Bičovský
Přemysl Bičovský (Košťany, 17 gennaio 1950) è un allenatore di calcio ed ex calciatore cecoslovacco, dal 1993 ceco, di ruolo centrocampista. Campione europeo con la Cecoslovacchia nel 1976.

## Carriera

### Club
Dopo aver militato nelle giovanili del Jiskra Košťany, passò nel 1968 allo Sklo Union Teplice. Dal 1970 al 1972 giocò nel Dukla Praga, per svolgere il servizio militare, prima di ritornare al Teplice, dove restò fino al 1976 diventando per altro cannoniere del campionato con 17 reti nell'annata 1973/74.
A 26 anni fu ceduto al Bohemians Praga, mentre nel 1983 si trasferì in Austria per giocare prima con SC Eisenstadt e poi con 
VfB Mödling. Terminò la carriera nel 1993 con l'ASK Ybbs.

### Nazionale
Con la Cecoslovacchia debuttò il 25 ottobre 1970 a Praga contro la Polonia e giocò la sua ultima partita il 21 settembre 1983 a Stoccolma contro la Svezia.
Sempre con la Nazionale, partecipò al vittorioso campionato d'Europa 1976 e al campionato del mondo 1982.

## Palmarès

### Giocatore

#### Club

##### Competizioni nazionali
- Campionato cecoslovacco: 1

Bohemians Praga: 1982-1983
- Coppa di Cecoslovacchia: 1

Bohemians Praga: 1991-1992
- Erste Liga: 1

Modling: 1986-1987

##### Competizioni internazionali
- Coppa Piano Karl Rappan: 7

Teplice: 1970, 1973, 1976
Bohemians Praga: 1979, 1980, 1982, 1983
- Coppa Mitropa: 1

Eisenstadt: 1983-1984

#### Nazionale
- Campionato d'Europa: 1

Jugoslavia 1976

### Allenatore
- Bohemian Football League: 1

Chomutov: 1999-2000